# ダン・ティ・ゴック・ティン
ダン・ティ・ゴック・ティン（ベトナム語：Đặng Thị Ngọc Thịnh / 鄧氏玉盛、1959年10月25日 - ）は、ベトナムの女性政治家。ベトナム共産党政治局員・国家副主席を歴任。2018年にチャン・ダイ・クアン国家主席が急死したため、国家主席代行を務めた。暫定的な職務代行とはいえ、ベトナム史上初の女性国家元首である。

## 経歴
中部クアンナム省ズイスエン県デュイティン社出身。5歳でホーチミンに移住し、家族は繊維業で生計を立てていた。13歳の時にはベトナム戦争にも参戦。1979年11月にはベトナム共産党に入党。ホーチミン市女性組合の副会長や2010年にはチュオン・ヴァン・サウの後任としてヴィンロン省党委員会書記（都道府県知事に相当）に就任。
2016年1月の第12回全国党大会でティンは政治局員に就任し、同年4月の国会で91.09%（450票）の票を獲得し、国家副主席に選出された。ティンが経済、政治、文化、社会生活のあらゆる側面における女性の役割を強化することにより、男女同権に焦点が当たるようになる。
2018年9月にチャン・ダイ・クアン国家主席が在職中に死去したため、国会議長であったグエン・ティ・キム・ガンの署名によって国家主席代行に任命され、共産党書記長のグエン・フー・チョンが国家主席に就任するまで務めた。2021年1月の第13回全国党大会で政治局員、同年4月の国会で国家副主席を退任し政界から引退した。